# Lacuna magna
La Lacuna magna, chiamata anche seno uretrale di Guérin, fossa uretrale, diverticolo dorsale (o anteriore) dell'uretra o Lacuna Superiore è un recesso di notevoli dimensioni situato sul tetto della fossa navicolare dell'uretra. Si tratta della più voluminosa e importante cripta uretrale, determinata dallo sbocco di molteplici dotti parauretrali delle ghiandole di Littré e di Guérin presso l'uretra navicolare. Attraverso questo profondo diverticolo, le ghiandole uretrali emettono un secreto lubrificante e fortemente antimicrobico, che protegge e sfiamma l'uretra maschile. È separata dalla fossa navicolare da una piega della mucosa costituita da creste uretrali fuse insieme: la valvola uretrale anteriore o di Guérin.
La maggior parte dei mammiferi presenta un recesso affine alla Lacuna magna, seppur con leggere variazioni; in generale, questa struttura è nota con il nome di diverticolo uretrale di Guérin.

## Nomi e classificazione

### Nomi
La Lacuna magna urethrae (o urethralis) viene anche chiamata Lacuna Superiore, seno di Guérin (o Guerin), seno uretrale, fossa di Guérin, fossa uretrale, recesso di Guérin, recesso uretrale, depressione di Guérin, depressione uretrale, diverticolo di Guérin, diverticolo uretrale, diverticolo ventrale dell'uretra, diverticolo dell'uretra anteriore o diverticolo dorsale dell'uretra.
Comprende al proprio interno decine o centinaia di cripte di Morgagni più piccole (alcuni millimetri di diametro), raramente dette Lacunae minora urethrae (o urethralis) per distinguerle dai recessi composti (quali i seni uretrali e i diverticoli uretrali laterali).

### Eponimo
Il nome di questa lacuna è un eponimo dell'anatomista francese Alphonse Guérin.

### Classificazione
Il seno di Guérin è la più voluminosa e cospicua delle lacune uretrali. Poiché è separato dalla fossa navicolare da un setto, noto come valvola dell'uretra anteriore o di Guérin, alcuni manuali lo considerano una fossa uretrale a sé stante: da qui il nome fossa di Guérin. In altri manuali, è invece descritto come un diverticolo a fondo cieco (cul-de-sac) dell'uretra navicolare. Una struttura affine può essere ritrovata in gran parte dei mammiferi: in generale, viene indicata come diverticolo uretrale di Guérin (nell'uomo, questo termine è infatti sinonimo di Lacuna magna).

## Origine
L'origine del seno di Guérin è contestata, ma studi recenti evidenziano che possa derivare (come l'intera fossa navicolare) da un'infiltrazione di cellule endoteliali nella placca uretrale (o lastra uretrale): una porzione della parte fallica del seno urogenitale, che genera diversi elementi dell'uretra maschile. La profondità e le dimensioni di questo notevole diverticolo dipendono dallo sviluppo della fossa stessa: se è completo, la Lacuna magna assume dimensioni notevoli ed è perfettamente separata dalla fossa centrale dalla valvola di Guérin. In caso di sviluppo incompleto, solo una parte del seno e della valvola di Guérin si formano in modo definito.  Non è raro che la lacuna assuma dimensioni troppo marcate: in questo caso, benché in genere asintomatica, può provocare in alcuni casi disturbi urinari da lievi a moderati. Alcuni studi sembrano mostrare che la Lacuna magna sia coinvolta in molti casi di duplicazione uretrale (cioè la formazione, erronea, di due uretre).

## Anatomia

### Forma e dimensioni
Sia la forma sia le dimensioni del seno di Guérin sono fortemente incostanti, variando in modo netto da un individuo all'altro. Inoltre, solo il 30% dei neonati presenta una depressione apprezzabile alla nascita, mentre negli altri il recesso è appena abbozzato e si sviluppa in modo consistente con la crescita; talvolta può apparire in modo chiaro solo con l'adolescenza.

#### Foggia
Non è semplice descrivere la forma della Lacuna magna, poiché è molto variabile. Nei manuali è liberamente paragonata ad una coppia di semilune, alla parte terminale di una freccia, ad una pera od una mandorla per la maggior parte degli individui; altre volte assume invece una foggia più allungata o cilindrica rastremante, assimilata ad una piramide, un cono, un fuso o talora un tubo. L'apice della lacuna (la punta) è in linea di massima triangolare e rivolto in direzione anticaudale (verso l'uretra pendula), mentre il cuore della lacuna (il corpo) si allarga progressivamente verso in direzione caudale (verso il meato uretrale esterno), fino alla valvola di Guérin. La forma dipende in particolare dai dotti parauretrali contenuti, dallo sviluppo (completo o incompleto) dei 2/3 distali di fossa navicolare e della valvola uretrale anteriore, nonché dalla profondità della cripta, che può essere quasi superficiale in alcuni uomini o notevolmente accennata in altri.

#### Dimensioni
Le dimensioni (valutate alla distensione) dipendono dal numero e dalla dimensione dei dotti di Littré e di Guérin che sboccano attraverso l'orifizio; sono fortemente incostanti, e variano secondo l'individuo. In linea di massima, il seno di Guérin può estendersi per i 2/3 più distali della fossa navicolare dell'uretra, ma più spesso è limitato entro il primo 1/3 in direzione anticaudale (la sezione che termina nel vestibolo uretrale, verso il meato). Considerando che l'estensione della fossa centrale ammonta in media a 2,5 cm (oscillando tra 1,7 cm e 5 cm), la lunghezza della Lacuna magna può variare liberamente tra minimi di 6 mm e massimi di 37 mm, anche se in alcuni individui può estendersi come l'intera fossa. La larghezza (diametro) della lacuna oscilla invece tra minimi di 4 mm e massimi di 22 mm. Ancora, la profondità (altezza) di questo recesso può variare da meno di un millimetro fino a superare i 4 mm. Questi dati sono, comunque, fortemente soggettivi da un individuo all'altro. In alcune persone, è anche possibile che il recesso di Guérin assuma dimensioni talmente notevoli da arrecare disturbi urinari lievi o moderati, o formare un diverticolo uretrale di natura patologica; tuttavia, in oltre il 90% dei casi questo fenomeno è del tutto asintomatico. Viceversa è possibile, seppur molto più raramente, che il seno di Guérin sia ridotto ad una vestigia appena accennata, specie se anche il resto della fossa navicolare e la valvola anteriore hanno avuto uno sviluppo incompleto.
La distanza tra il seno uretrale e il tetto della fossa navicolare è in genere breve, variando tra 2 mm e 5 mm; in questa fascia è collocata la tonaca muscolare profonda della stessa uretra, che confina a sua volta con il corpo spugnoso dell'uretra e il corpo glandulare (o zona delle ghiandole periuretrali).

### Collocazione
Il seno di Guérin è collocato in genere presso i 2/3 più distali della fossa navicolare, nel tratto terminale dell'uretra maschile. Decorre parallelamente al cuore della fossa (cioè il punto più profondo e dilatato), sino al suo capo più distale (l'apice); è separata da quest'ultima mediante la tonaca mucosa uretrale profonda, che confina con i corpi dell'uretra.

### Descrizione

#### Struttura e suddivisione
La Lacuna magna si sviluppa in tre dimensioni, con la forma di una mandorla o di un cono, e rientra nella tonaca mucosa profonda in direzione anticaudale. Può essere distinta in due sezioni:
- Apice del seno uretrale: la parte iniziale del diverticolo (in direzione caudale), fortemente affusolata o simile ad una punta.[38][43][45]
- Corpo o cuore del seno uretrale: la porzione principale del diverticolo, che si sviluppa in direzione caudale fino ad incontrare la fossa navicolare, da cui è parzialmente separata dalla valvola dell'uretra anteriore.[46][38][43]

È anche possibile distinguere il pavimento superiore della lacuna da quello inferiore, anche in base al rapporto tra la lacuna stessa e la fossa navicolare:
- Tetto della fossa navicolare: il pavimento superiore del diverticolo, che confina con il corpo spugnoso ed è racchiusa dal corpo glandulare dei dotti parauretrali.[47][48][38]
- Piano della fossa navicolare: il pavimento inferiore della fossa, che confina con il tetto della fossa navicolare. La porzione più distale del piano coincide con il tetto della fossa centrale, e presenta la piega mucosa nota come valvola uretrale anteriore.[47][48][27]

#### Orifizi dei dotti parauretrali
L'uretra maschile è circondata da un complesso fortemente ramificato e labirintico di ghiandole uretrali e periuretrali, appartenenti ad innumerevoli tipologie. L'uretra lacunosa, in particolare, è avvolta dalle suddette ghiandole fino a formare una complicata struttura simile ad un corallo, inclusa nel corpo spugnoso dell'uretra e nota come corpo glandulare o zona dei dotti parauretrali; tra i dotti più importanti, vi sono quelli delle ghiandole di Littré e di Guérin. Queste ghiandole riversano nell'uretra le proprie secrezioni, con funzione lubrificante, antinfiammatoria, fortemente antimicrobica e protettiva per il pavimento uretrale; svolgono inoltre un importante ruolo nella produzione del liquido preseminale. Gli orifizi dei dotti parauretrali formano delle cavità circolari nella parete uretrale, di dimensione variabile, chiamate lacune o cripte uretrali di Morgagni.
Il recesso di Guérin appartiene a queste lacune, ma è composto, e si differenzia per la forma peculiare e, soprattutto, per le notevoli dimensioni. Alla distensione appare come un profondo diverticolo a fondo cieco della fossa navicolare, rientrante nella tonaca mucosa profonda in direzione caudale, perpendicolare alla valvola di Guérin. Poiché confina con il tetto della fossa navicolare, può essere considerato un omologo maggiore dei due diverticoli uretrali laterali, situati sul pavimento inferiore e simmetrici. A riposo, il seno di Guérin risulta ampiamente visibile ad occhio nudo, inoltre il suo diametro aumenta sensibilmente durante la distensione (incluse l'eccitazione e l'erezione).

#### Dotti uretrali di Littré e di Guérin
La Lacuna magna contiene i dotti periuretrali di varie ghiandole di Littré e di Guérin, sempre composte e spesso caratterizzate da un volume considerevole (circa 3 mm). Generalmente, le ghiandole sono collegate tra loro attraverso dei tubuli, formando una struttura fortemente ramificata; i loro dotti sono diretti separatamente attraverso la parete uretrale, sfociando nella stessa lacuna per tutto il suo volume (sia dai pavimenti, sia dalle pareti laterali). Il loro secreto decorre nel diverticolo, per poi attraversare la valvola uretrale e sfociare nel tratto terminale della fossa navicolare, che confina immediatamente con il vestibolo dell'uretra (appena prima del meato uretrale esterno).
Il seno di Guérin riceve i dotti di decine o persino centinaia di ghiandole composte; tuttavia non è possibile fornire una stima, poiché questo dato è fortemente variabile secondo le dimensioni della cripta e dei dotti stessi. In linea di massima, una lacuna piccola può contenere i dotti di circa 50 ghiandole, mentre una lacuna molto sviluppata può ospitare anche 200 dotti e ghiandole. In caso di sviluppo eccessivo, questo numero può aumentare ad alcune centinaia di unità, ma la presenza di una lacuna troppo grande potrebbe risultare sfavorevole, causando talvolta disturbi urologici di varia entità.

## Negli altri mammiferi
Nella maggior parte dei mammiferi si ritrova una struttura affine alla Lacuna magna, ma con entità e forma molto variabili. In generale, questo recesso prende il nome di seno uretrale oppure diverticolo uretrale di Guérin. Nei roditori, questo diverticolo (spesso abbreviato in seno uretrale) appare molto simile alla Lacuna magna per collocazione e proporzioni. Nei ruminanti, il diverticolo uretrale è invece ripartito in molteplici recessi ramificati, ad ognuno dei quali corrisponde una valvola uretrale.

## Funzione
L'esatta funzione del seno uretrale di Guérin non è nota. Come lacuna composita, serve anzitutto a drenare il secreto delle molteplici ghiandole uretrali in essa contenute: il fluido sbocca dalle lacune minori, ed è riversato nel tratto terminale di fossa navicolare, dopo aver superato la valvola dell'uretra anteriore. Tuttavia, il motivo della peculiare anatomia di questo profondo diverticolo non è ancora noto; nonostante diversi studi, nessuna proposta accurata è stata avanzata. Le ricerche volgono in particolare sul determinare se questa insenatura sia una vestigia di grandi dimensioni, oppure se svolga un ruolo nell'emissione dell'urina o nel flusso urinario.

## Clinica

### Patologie
Dal punto di vista clinico le lacune uretrali sono soggette, di riflesso, alle stesse patologie che coinvolgono i dotti uretrali in esse contenuti. Le più frequenti sono:
- Iperplasia, infezione (uretrite o periuretrite) e infiammazione.[68][69][70][71]

- Cisti uretrale o parauretrale: è possibile che le ghiandole sviluppino edemi e neoformazioni cistiche, a seguito di infezioni o lesioni iatrogene. Le cisti sviluppate nei dotti uretrali, o nel loro sbocco presso la lacuna (cioè l'orifizio del dotto), possono bloccare il drenaggio del secreto.[70][69][71] Questo fenomeno prende il nome di cisti del dotto parauretrale.[72][73][71]
- Diverticolo uretrale o parauretrale: dilatazione anomala e sacciforme dell'uretra, sporgente o rientrante, dovuta alla dilatazione delle ghiandole e dei dotti uretrali, che provoca un prolasso della parete. Può essere singolo o multiplo, e tende a formarsi dalle lacune di Morgagni da cui sbucano i dotti stessi.[74][75][76]
- Stenosi uretrale o valvola uretrale: restringimento anomalo del lume uretrale dovuto ad un anello (o cilindro, se allungato) di tessuto cicatriziale; è causato in genere da lesioni iatrogene, tra i più comuni problemi dell'uretra maschile.[21][77][78]
- Calcoli uretrali: formazione o deposito di calcoli (in genere di calcio o smegma) nella depressione del diverticolo; possono essere sia primari (cioè originati nella stessa lacuna) o più facilmente secondari (ovvero depositati al suo interno). Nei ruminanti è molto frequente la sedimentazione o il deposito di smegma, che origina voluminosi accumuli reniformi noti come sheath urethral beans.[79][64][65][80]
- Raramente ghiandole, dotti e lacune uretrali possono essere soggetti a fenomeni neoplastici.[81][82][83][84]

#### Catetere
La presenza di un catetere nel maschio può limitare o impedire il naturale drenaggio del secreto delle ghiandole parauretrali, con il rischio di provocare infezioni (uretriti) che possono eventualmente ascendere attraverso i dotti parauretrali, fino ad infiammare le ghiandole stesse. Viene inoltre limitato fortemente l'apporto del fattore antimicrobico uretrale e delle sostanze protettive, con il rischio di lasciare l'epitelio uretrale scoperto verso fenomeni infettivi o infiammatori. Questo fenomeno coinvolge in modo particolare le lacune di Morgagni, poiché costituiscono l'orifizio dei dotti uretrali e di conseguenza possono essere ostruite dalla presenza di un corpo estraneo.

#### Sintomatologia
I sintomi più comuni delle patologie che coinvolgono le lacune uretrali sono minzione dolorosa e difficoltosa (disuria, stranguria), dolore o bruciore uretrale (uretrodinia) perdite di sangue vivo uretrale (uretrorragia), sangue nell'urina (ematuria) o nell'eiaculato (emospermia). Possono essere presenti anche altri sintomi, quali secrezioni anomale dall'uretra (uretrorrea), piuria, frequenza o urgenza urinaria e tenesmo vescicale. In caso di notevole ingrossamento delle ghiandole o dei dotti uretrali, può insorgere ritenzione urinaria acuta (con totale impossibilità di svuotamento della vescica) oppure cronica.

### Eccessivo sviluppo del seno di Guérin
Come si è accennato, non è raro che il seno di Guérin raggiunga dimensioni eccessive, drenando il secreto anche di centinaia di ghiandole e dotti periuretrali. Nella maggior parte dei casi questo fenomeno si verifica negli adulti, poiché solo nel 30% dei bambini la Lacuna magna ha dimensioni apprezzabili prima dell'adolescenza; tuttavia, raramente anche i bambini sono coinvolti. Se da un lato un eccessivo ingrandimento di questa lacuna non è considerato una patologia, dall'altro in alcune situazioni può portare alla formazione di un diverticolo uretrale patologico, dovuto alla dilatazione anomala delle ghiandole uretrali e al conseguente prolasso della parete uretrale. In linea di massima, solo il 10% degli individui con una lacuna molto sviluppata presenta sintomi urinari, di entità variabile da lieve a moderata, che possono includere:
- Minzione dolorosa (alguria, stranguria)
- Dolore e bruciore uretrale (uretrodinia, uretralgia)
- Perdite di sangue vivo dall'uretra (uretrorragia) o coaguli
- Sangue nell'urina (ematuria) e nell'eiaculato (emospermia)
- Sgocciolamento (dribbling post-minzionale)

In caso di formazione di un diverticolo uretrale patologico, ovvero un'abnorme dilatazione sacciforme della parete dovuta alle ghiandole edematose, possono comparire anche questi sintomi:
- Pus dall'uretra o nell'urina (piuria; soprattutto in caso di infezione o infiammazione purulenta)
- Infezioni del tratto urinario ricorrenti (dovute al ristagno di urina nel diverticolo)
- Urine scure